# Lauriya Areraj
Lauriya Areraj oder Lauria Araraj (Hindi लउरिया अरेराज) ist ein Dorf mit ca. 2000 Einwohnern, das zu einer Großgemeinde (Community Development Block) mit annähernd 300.000 Einwohnern im Distrikt Purba Champaran im nordindischen Bundesstaat Bihar gehört.

## Lage und Klima
Lauriya Areraj liegt am nördlichen Rand der fruchtbaren Gangesebene in einer Höhe von ca. 80 m. Die Distriktshauptstadt Motihari ist ca. 31 km (Fahrtstrecke) in nordöstlicher Richtung entfernt; bis zur Millionenstadt Patna, der Hauptstadt Bihars, sind es knapp 150 km in südöstlicher Richtung. Das Klima ist warm bis heiß; Regen fällt beinahe ausschließlich in der sommerlichen Monsunzeit.

## Bevölkerung
Ungefähr 80 % der Bewohner sind Hindus und ca. 20 % sind Moslems; alle übrigen Religionen haben zusammen nur einen Anteil von weniger als 0,5 %. Die Zahl der männlichen Einwohner ist ca. 10 % höher als die der weiblichen.

## Geschichte
Aufgrund ihrer fruchtbaren Böden war die Gangesebene bereits unter den in der Antike und im Mittelalter rivalisierenden Mächten begehrt. Sowohl die Licchavi-Dynastie als auch das Maurya-Reich, später dann die Shunga- und Kanva-Dynastie versuchten hier Kontrolle auszuüben. Noch später kam die Region zum Gupta-Reich und zum Mogul-Reich, bevor sie im 19. Jahrhundert von den Briten okkupiert wurde, die nach und nach die archäologischen Schätze entdeckten und freilegten.

## Sehenswürdigkeiten
Ca. 500 m außerhalb des Ortes erhebt sich eine niemals umgestürzte, annähernd 10 m hohe und um das Jahr 235 v. Chr. zu datierende monolithische Säule aus Sandstein. Ihr glattpolierter Schaft trägt eine Brahmi-Inschrift, welche in den späten 1830er Jahren durch die Arbeiten James Prinseps und anderer als Ashoka-Edikt identifiziert wurde und Regeln eines harmonischen und gewaltfreien Zusammenlebens von Mensch und Tier formuliert. Von einem ehemals vielleicht vorhandenen abschließenden Kapitell mit Löwenaufsatz oder ähnlichem fehlt jede Spur.